# Yung Gravy
Меттью Хаурі (англ. Matthew "Matt" Hauri), відомий під псевдонімом Янґ Ґрейві (англ. Yung Gravy) — американський реп-виконавець та автор пісень з Рочестера, штат Міннесота, США. Насамперед відомий завдяки синглу «Mr. Clean» (2016). З 2017 року репер здійснив 2 тури Північною Америкою, зокрема за підтримки Ugly God. Загалом, виконавець презентував чотири міні-альбоми та один мікстейп. У своїх треках репер поєднує звучання сучасного трепу, соулу та старомодної музики 1950-1960-х років.

## Дискографія

### Міні-альбоми
| Назва                      | Деталі                                                                             |
| -------------------------- | ---------------------------------------------------------------------------------- |
| Mr. Clean                  | - Вихід: 8 вересня 2016 - Лейбл: власне видання - Формат: електронне завантаження  |
| Yung Gravity               | - Вихід: 20 квітня 2017 - Лейбл: власне видання - Формат: електронне завантаження  |
| Baby Gravy (разом з bbno$) | - Вихід: 11 жовтня 2017 - Лейбл: власне видання - Формат: електронне завантаження  |
| Snow Cougar                | - Вихід: 4 травня 2018 - Лейбл: Republic Records - Формат: електронне завантаження |

### Мікстейпи
| Назва            | Деталі                                                                      |
| ---------------- | --------------------------------------------------------------------------- |
| Thanksgiving Eve | - Вихід: 23 грудня 2016 - Лейбл: самвидав - Формат: електронне завантаження |

### Альбоми
| Назва       | Деталі                                                                              |
| ----------- | ----------------------------------------------------------------------------------- |
| Sensational | - Вихід: 31 травня 2019 - Лейбл: Republic Records - Формат: електронне завантаження |

### Сингли
| Назва                                     | Рік  | Альбом                     |
| ----------------------------------------- | ---- | -------------------------- |
| "Mr. Clean"                               | 2016 | Mr. Clean та Snow Cougar   |
| "Cheryl"                                  | 2017 | N/A                        |
| "1 Thot 2 Thot Red Thot Blue Thot"        | 2017 | Snow Cougar та Sensational |
| "Knockout"                                | 2018 | Snow Cougar                |
| "Pizzazz"                                 | 2018 | Sensational                |
| "Alley Oop" (разом з Lil Baby)            | 2018 | Sensational                |
| "Magic"                                   | 2018 | Sensational                |
| "Tampa Bay Bustdown" (разом з Chief Keef) | 2019 | N/A                        |